# Nyctimene cephalotes
Il pipistrello della frutta dalle narici a tubo di Pallas (Nyctimene cephalotes Pallas, 1767) è un pipistrello appartenente alla famiglia degli Pteropodidi, endemico dell'Isola di Sulawesi e delle Isole Molucche .

## Descrizione

### Dimensioni
Pipistrello di medie dimensioni, con la lunghezza dell'avambraccio tra 59,1 e 70,4 mm, la lunghezza della testa e del corpo tra 115 e 131 mm, la lunghezza della coda tra 12,9 e 24,5 mm e un peso fino a 47 g.

### Aspetto
Il colore del dorso, dei lati del muso e dei fianchi è grigio-fulvo, la parte superiore della testa è marrone, mentre le parti ventrali sono grigiastre con riflessi giallo pallidi. Le femmine sono più chiare dei maschi. La striscia dorsale è larga soltanto tra 3,5 e 5 mm, circa un ottavo dell'ampiezza della schiena, ben definita lungo tutta la spina dorsale e di color bruno-nerastro. Le orecchie sono rotonde, ben separate tra loro e cosparse esternamente di macchie giallastre. Le membrane alari sono chiazzate di piccole macchie giallastre e marroni scure, particolarmente lungo le ossa alari. La coda è corta, l'uropatagio è ridotto ad una sottile membrana lungo la parte interna degli arti inferiori.

## Biologia

### Comportamento
Si rifugia singolarmente sugli alberi, nascosta nella folta vegetazione.

### Alimentazione
È principalmente frugivora, sebbene siano stati ritrovati resti di Coleotteri e Ditteri nello stomaco di alcuni individui catturati.

### Riproduzione
Alcune femmine, catturate tra ottobre e gennaio, erano gravide.

## Distribuzione e habitat
Questa specie è diffusa sull'Isola di Sulawesi e nelle Isole Molucche.
Vive in foreste tropicali primarie umide fino a 1.800 metri di altitudine.

## Tassonomia
Sono state riconosciute 2 sottospecie:
- N.c. cephalotes: Isole Sula: Sanana, Mangole; Isole Molucche: Buru, Seram, Ambon, Boano; Isole Schouten: Owi, Numfor; Nuova Guinea nord-occidentale;[4]
- N.c. aplini (Kitchener & Al., 1995): Isola di Sulawesi, Peleng, Buton, Muna, Wowoni.

Gli esemplari catturati in Nuova Guinea, si suppone che appartengano a N. robinsoni, mentre quelli dell'Isola di Numfor e Owi, potrebbero invece appartenere ad una specie distinta.

## Conservazione
La IUCN Red List, considerato il vasto Areale e la popolazione numerosa, classifica N. cephalotes come specie a rischio minimo (Least Concern)).